# カモン!EXPO大作戦!!
『カモン！EXPO大作戦!!』（カモンエキスポだいさくせん）とは、2010年10月6日から2016年9月29日までエフエム大阪で放送されていた生ワイド番組。嘉門達夫の冠番組である。

## 概要

### 放送時間帯
2010年10月6日から2011年3月30日までは毎週水曜 21:30 - 21:55 に放送。
- 基本的には生放送であったが、嘉門の都合に合わせて収録放送になることもあった。また、リスナーのFM大阪スタジオの見学も行われた。
- 放送開始当時のコーナー名は「○○のパビリオンのコーナー」と万博のパビリオンを思わせるコーナー名だった。25分の中にTwitterのパビリオンのコーナー、迎賓館のコーナー（ゲストトーク）など細かにコーナーが分かれていて、リスナーのメールを読むことがほとんどなく、ラジオ番組としては異例であった。
- 関西ローカルの番組のため、全国からツイッターでネタ投稿している投稿者のために、ツイッターで放送内容を実況している投稿者が現れた。これは、他の嘉門が番組やイベントで登場する際にも実況を伝えるきっかけとなった。
- ツイッターのネタのコーナーでは採用されたのに時間の都合で読まれない、また投稿者の名前が一切読まれないということがあり、投稿者の不満が募った。

2011年4月7日から2012年3月29日までは毎週金曜 1:00 - 4:00 （木曜深夜）に放送。
- 深夜に移行し3時間の生ワイド番組として放送された。嘉門は「拡大率700%」と意気込んでいるものの、この歳でこの時間帯を担当するのは正直不安と嘆いていた。
- 第一回の放送での嘉門の第一声が「津波警報の解除」だった。
- ツイッターでのネタも大幅に読まれ、ネタ投稿、採用に激しさを増した。
- この時間帯から岩崎なおあきがパーソナリティとして登場した。25：30からの南海電鉄のカモン！南海超特急のコーナーやツイッターのパビリオンのコーナーを務める。Twitterのパビリオンのコーナーでは2時半頃に現れることから、「午前2時半の男」として投稿者から支持を得る。
- 嘉門が採用したネタに岩崎が乗り突っ込みを入れることができず[1]、「何も知らんやっちゃな〜」嘉門のダメ出しを買った。基本的に岩崎の知識不足によるものである。これにより、岩崎を弄るネタが多く採用された。
- 3時台は迎賓館のコーナーやこの時間にしかかけることの出来ないような音楽などを流していた。

1時間に1度HIT STREETという音楽のストリーミングが放送が流れる。

- 2時台に隔週程度でOsaka翔Gangs が担当する「翔GANの教えて新世界」のコーナーがあった。このコーナーは現時間帯でも放送を続けていたが、2013年夏ごろに終了したものと思われる。

2012年4月6日から2014年3月27日までは毎週木曜 21:00 - 21:55 に、2014年4月3日から2016年9月26日までは毎週木曜 20:00 - 20:55 に放送されていた。

### スポンサー変遷
- 2010年10月、最初のスポンサーは道頓堀今井、新世界元祖串カツだるま、炭火焼肉道頓堀みつる、たこ家道頓堀くくる

嘉門は「FMのスポンサーとは思えない」と発言している。
- 同年12月にはパチンコパチスロ四海楼が提供を開始。
- CMの放送は新世界元祖串カツだるま、たこ家道頓堀くくるのみであり、他は名前だけの提供となる。
- 2011年4月から南海電鉄がワイドプログラムとしてカモン南海超特急の提供を開始。この時間帯からパチンコパチスロ四海楼のCMが放送される。
- 2012年4月からダイエーホームが提供を開始。2013年6月頃からアイフルホームに変わる。しかし、CMに出演しているシンガーソングライターのyuunaに変更は無い。
- 現時間帯になり、炭火焼肉道頓堀みつるがCM放送を開始。現時点で提供でもCM放送が無いのは道頓堀今井のみとなる。
- 2014年4月から時間変更のためアイフルホームは降板。

### 主なコーナー
- ツイッターの（パビリオンの）コーナー　　　ツイッターで寄せられたネタを紹介する。
- カモン南海超特急　　　南海電鉄のイベントなどを岩崎がリポートする。
- メールのコーナー　　　特にコーナー名は無いが、リスナーからのメールを読むコーナー。
- ツイッターでネタを読まれた方のお名前発表のコーナー　　　ツイッターでネタを読まれた方の名前を発表する。嘉門が今週特に気に入ったネタも再度発表される。

### 不定期のコーナー
- 迎賓館のコーナー　　　ゲストトーク。
- ネタのコーナーアーカイブス　　　過去にツイッターで採用されたネタを紹介する。こちらは採用されてもポイントは付与されない。

### 途中で終了した（と思われる）コーナー
- 味のパビリオンのコーナー　　　嘉門が行ったお店などを紹介する。
- 70年代ノベルティミュージック特集　　先述のこの時間にしかかけることの出来ないような音楽を放送する。
- 翔GANの教えて新世界　　　この番組には嘉門は出演せず、別収録である。

## 各コーナー

### オープニング
- 時報の後に、嘉門がツイッターで採用されたネタ（主に替え歌）を披露し、タイトルコールが始まる。その後に嘉門のここ一週間の出来事を話す。

### ツイッターの（パビリオンの）コーナー
- ここでは、ツイッターで採用されたネタを紹介するコーナーである。流れとして替え歌、どんなんやねん（パチモンマーチ）的なネタ、その他のネタという順番で構成される。採用されたネタが多い場合は、CM開けに行ったり、カモン南海超特急の後に行うこともある。
- このコーナーでは

### 迎賓館のコーナー
- 有名人からスポンサーの方など様々なゲストを迎えトークを行う。最後にゲストの聴きたい曲をリクエストして終わる。

### カモン南海超特急
- 南海電鉄のワイドプログラムであり、岩崎なおあきがレポーターで南海電鉄の社員や駅長さんなどと話をしたり、岩崎が各駅停車の駅を旅するコーナーがある。

### メールのコーナー
- コーナー名は特にないが、ＦＭ大阪に来たメールを紹介する。

### ツイッターでネタを読まれた方のお名前発表のコーナー
- ツイッターでネタを読まれた方の名前を発表する。読まれた最後に、嘉門が今週「アリ!」とリツイートされたネタを再度投稿者の名前付きで発表する。

### エンディング
- 嘉門の今後一週間のスケジュールを話す。

## ネタ投稿システムについて

### #atakowaとは
- ツイッターで発表しているネタは嘉門が独自に設定した#atakowa（アタコワ）というハッシュタグを利用している。投稿者はツイッター上でネタを書きこみ際に #atakowa をつけて投稿すると、タグに書き込んだネタが反映される。それを嘉門がそのネタを採用するかどうかを審査する。ネタが採用されたかどうかは、そのネタを＠返信もしくはリツイート(RT)したかどうかで判定される。その際に嘉門が「アリ!」「小アリ!」「微。」など、そのネタがどのような心情でリツイートしたかツイートする（嘉門は基本的にツイッターをネタの採点に利用しており、自分からフォロワーに向けてツイートすることはほとんどない）。
- ハッシュタグ分書き込める文字数が減ってしまうため、ネタ投稿の書き込み文字数は最大で130文字程度である。
- 嘉門が＠返信出来ない場合（先述の文字数の限界）はRT、もしくはtweetlongerを利用することもある。
- atakowaとは嘉門の持ち歌「あったらコワイセレナーデ」であり、利用開始時期はあったらコワイセレナーデのネタがほとんどを占めた。
- あったらコワイ以外のネタも募集したいということで、他のタグとして#housoku（マーフィーの法則）や #shoshimin（小市民）などのハッシュタグもあったが、現在ではこのようなタグはほとんど利用されていない。
- 上記のことから、現在の #atakowa は過去の嘉門のネタや投稿者の持ちネタなど何でもアリのハッシュタグとなっている。この経緯については嘉門が他のハッシュタグを見るのが面倒なため、嘉門自身も「外注に依頼したい」と毎日投稿されるネタのチェックを嫌がる時期があった。
- 一日多い時には2000通を超すネタが投稿されたことがあった。
- 2011年3月11日に東日本大震災直後、嘉門のGOサインが出るまでの約一週間、ネタの書き込みはゼロに近かった。
- 「 #atakowa 」人気にあやかり、ネタと関係の無い業者の広告や嫌がらせツイートもたびたび見られた。嘉門自らが制止するよう求めることもあった。
- カモン!EXPO大作戦!!の番組終了後は、東海ラジオ「嘉門達夫のナゴヤDEゴメン!」や、FMヨコハマ「Come On!カモン!カモン!」「Come On!カモン!モーニング!」等の嘉門担当番組にツイッター投稿コーナーとして移動。投稿ネタの採用は、2023年1月に嘉門担当ラジオ番組が休止するまで継続していた。

### #atamenとは
- 「#atakowa」の投稿者が集うためのハッシュタグで、投稿者同士の意見交換、ラジオの実況や嘉門がイベントに来ているときの実況などに使われる。
- とある投稿者が「#atakowa」で上記のことを呟かれると嘉門が投稿したネタを見逃してしまうのではないかと言う危惧から「 #atakowa 」はネタ投稿専用にして分家した方がよいと考案した。嘉門もこれを理解しており、こちらのタグも逐次チェックしている。

### 投稿者の名前について
- 深夜帯からネタを読まれた人の名前の発表を行っているが、アカウント名は横文字のため、嘉門が読みづらいと適当にローマ字読みをしてごまかしていた。そのため、嘉門はツイッターでのとある投稿者に採用された名前を調べてFM大阪にメールを送るように依頼。以来、この方法で採用された投稿者の名前を読み上げている。
- この投稿者は「名前読上げ係」として嘉門が任命した。

### ポイントシステムについて
- 深夜帯からポイントシステムを導入した。ネタが読まれたら1ネタ1ポイントを基本としている。そのため、嘉門が「アリ!」と評価したネタと他の評価でも1ポイントである。これは、ネタを集計する側への配慮したもので、意義を問う投稿者はほぼ無かった。このポイントを集計しているのもとある投稿者（名前読上げ係とは別人物）であり、「ポイント集計係」として嘉門が任命した。
- 投稿したネタが読まれなかった場合、早いうちにFM大阪にメールをすると読んでくれることがある。
- 嘉門が＠返信したネタでも、番組中に読まれなければポイントにはならない。しかし、嘉門にネタを読まれなくても、名前を読まれることがある。
- メールを紹介された場合、これも1ポイントとして加算される。但し、メールのポイントはツイッターでの自己申告制であり、ツイッターのアカウントを持っていないと基本的にポイントをつけることが出来ない。ポイントの付け方は先述の「#atamen」よりメールが読まれた旨をつぶやけばよい。
- ポイントは100ポイントで嘉門の私物と交換できる。また100ポイント以上貯めて豪華な私物をもらう投稿者もいる。

## 番組で生まれた歌

### 希望のマーチ
- 2011年3月12日、東日本大震災の起こった翌日に、九州新幹線全線開通を祝うために用意されていた歌、AKJ1000[2]の熟千マーチの音源をそのまま使用した楽曲となっている。AKJ1000とはA「味な」K「熊本」J「熟女」1000「1000人」の意味であり、熊本でこの歌を披露する予定であった。しかし、先述の東日本大震災により、震災特番が組まれたため、イベント自体が中止となった。
- 震災後、何とか被災地の復興のため、急きょ歌詞を変更して復興ソングとして仕立てられ、同年4月18日にamazonで先行ダウンロードが開始された。価格は500円で、売り上げの一部を義援金として寄付されるシステムになっていた。同年5月25日には同曲を含む5曲入りでCD化された。
- AKJ1000の熟千マーチは、東日本大震災前の放送で1回かかったのみで、その後はお蔵入りになっており、CD化されていない。